# Pavilhões Britânicos (vexilologia)

O Pavilhão Branco, usado pela Marinha Real Britânica

O Pavilhão Azul, usado pelo Estado

O Pavilhão Vermelho, para uso civil

Os Pavilhões Britânicos são utilizados por embarcações e por aeronaves; do Reino Unido, seus territórios ultramarinos e por algumas nações da Commonwealth. 
De acordo com a lei marítima Britânica o pavilhão adequado para um navio Britânico é uma das diversas bandeiras de campo azul, vermelho ou branco, com a Bandeira da União no cantão, conhecidas como os pavilhões azuis, vermelhos e brancos respectivamente.
Fora da esfera náutica há também algumas bandeiras que seguem o modelo dos pavilhões azuis, vermelhos e brancos, mas com cores menos usuais; os pavilhões aéreos azul-céu civil e da Força Aérea Real.
Os pavilhões brancos correntes incorporam a Cruz de São Jorge; pavilhões brancos com emblema incluem a bandeira do Território Britânico da Antártica.
A bandeira da União (também conhecida como Union Jack) deve ser hasteada como jaque apenas pelos navios da Marinha Real Britânica quando ancorados, em curso, ou quando está a bordo o Monarca ou o Almirante da Frota. A Bandeira da União também pode significar que um tribunal de guerra está em curso.
Curiosamente, o uso da Bandeira da União como pavilhão numa embarcação civil é ilegal desde o dia em que Carlos I da Inglaterra ordenou que o seu uso fosse restrito aos navios de Sua Majestade no Século XVII, devido ao seu uso não autorizado por navegadores mercantis que evitavam pagar os impostos dos portos, passando como vasos Reais.

## Outros pavilhões
Os pavilhões civil e da Força Aérea do Reino Unido, são de um azul-céu com a Bandeira da União ao cantão. O pavilhão civil é carregado com uma cruz azul escura contornada de branco, enquanto que o pavilhão da Força Aérea é carregado com a insígnia de nacionalidade. Também as bandeiras de Tuvalu e a das Ilhas Fiji são pavilhões de azul-céu carregados.

Aviação Civil do Reino Unido
Pavilhão da Força Aérea Real
Bandeira de Tuvalu
Bandeira das Ilhas Fiji

As bandeiras da Companhia Britânica das Índias Orientais e a Bandeira da Grande União (colónias Americanas)  eram de um fundo listado de vermelho e branco, tendo no cantão a Cruz de São Jorge e a Bandeira da União (antes da inclusão da Cruz de São Patrício da Irlanda), respectivamente. A bandeira do Havai é um Pavilhão Britânico com um fundo listado de branco, vermelho e azul.

Bandeira da Companhia Britânica das Índias Orientais
Bandeira da Grande União
Bandeira do Havai

Há dois pavilhões "amarelos" em uso no Pacífico Sul, ambos carregados com a Crux. A bandeira pessoal do Governador de Victoria, Austrália, é a bandeira de Victoria com um fundo amarelo em vez de azul escuro. A bandeira de Niue, uma dependência autogovernativa da Nova Zelândia é também um pavilhão amarelo. Esse pavilhão apresenta ainda a Bandeira da União no cantão com a Crux modificada.

Bandeira do Governador de Victoria
Bandeira de Niue

Há também algumas provas da existência de Pavilhões Verdes na Irlanda Britânica, carregados com uma harpa Irlandesa dourada no batente. Não é clara a utilização destes pavilhões.

Pavilhão verde (circa 1701)
Pavilhão verde (após 1800)

A bandeira do Território Britânico da Antártica é de um campo branco carregado com o emblema do território, enquanto que a bandeira do Território Britânico do Oceano Índico um campo listas onduladas azuis e brancas, também carregado.

Bandeira do Território Antártico Britânico
Bandeira do Território Britânico do Oceano Índico